# Sciancratura
Nello sci alpino la sciancratura è la sagoma a forma di arco che caratterizza i fianchi degli sci e permette allo sciatore, inclinando gli attrezzi sugli spigoli laterali, detti lamine, di descrivere senza alcun altro movimento una curva o addirittura un ipotetico cerchio.
La sciancratura è creata grazie ad una diversa larghezza della soletta: più larga alle punte e alle code, più stretta nel mezzo. In passato la sciancratura dello sci non era così evidente; nei modelli più recenti si possono avere vari tipi di sciancratura a seconda dell'uso a cui lo sci è destinato e dalle abilità dello sciatore.
Questa accezione del termine è presa in prestito dall'ambito linguistico sartoriale, in cui sciancratura (dal francese échancrure) indica la sagomatura di un abito in prossimità della vita.
Il raggio di curva determinato dalla sciancratura è calcolabile mediante un'apposita formula:
{\displaystyle l_{h}=l_{w}\cdot 0,1l_{1}=(l_{t}ot-l_{w})\cdot 0,8l_{2}=w\cdot 0,9l_{s}=l_{1}+l_{w}l=l_{1}+l_{2}r={l_{2} \over 2000(s+h-w)}}